# 농협네트웍스
농협네트웍스는 1991년 3월 5일 설립된 농협중앙회의 계열사로서 본사는 서울특별시 중구 퇴계로에 있다. 선진농업 기술의 도입 및 보급을 위해 농협중앙회 시청각센터에서 분사화되었으며, 설립 당시 회사명은 (주)농업기술교류센터였다. 2000년 사명을 (주)농협교류센터로 변경하였으며, 2007년에 사명을 (주)NH개발로 변경하였다. 전국 14개 지사무소와 1개의 자회사(협동기획)을 가지고 있으며, 2009년말 현재 농협중앙회와 전국 17개의 농축협이 주주로 참여하고 있다.
2007년 여행부문을 분할하여 (주)NH여행을 설립하였으나, 2009년 다시 합병하였다.
2010년 인쇄사업부문을 농민신문사로 이관(영업양수도)하였다.
2011년 종합문화예술공간인 NH아트홀을 개관하였다.
2017년에 현재의 사명을 (주)농협네트웍스로 변경하였다.